# North Acton
North Acton est un quartier de la banlieue nord-ouest de Londres dans le district de Ealing sur la Central line du métro londonien. 

## Description
Quartier principalement occupé par des entreprises, des entrepôts et des supermarchés, on y trouve toutefois un cimetière dont de nombreuses tombes datent du XIXe siècle.
Près de la station de métro de North Acton se situe le Gipsy Corner (« coin des Gitans »), où se retrouvent parfois dans l'année des Travellers, une catégorie nomade de la population irlandaise.
Plus au nord, se trouve le Central Middlesex Hospital situé dans le quartier de Park Royal.

## Industries
Des années 1920 jusqu'aux années 1960, le constructeur automobile français Renault avait une usine à North Acton, où la Juvaquatre et la 4CV étaient fabriquées.